# 与世山澄子
与世山 澄子（よせやま すみこ、1940年2月16日 - ）は、沖縄県出身のジャズシンガー。
1940年2月16日、小浜島生まれ。作曲家・教育者の宮良長包は祖母の兄に当たる。中華民国アモイ（現在の中華人民共和国福建省廈門市）で育ち、戦後、那覇に引き揚げる。
1955年、高校1年の時に米軍基地内のクラブでジャズボーカリストとしてデビュー。1957年にはボブ・ホープやレス・ブラウン楽団と共演している。1972年まで米軍基地のクラブで歌い、沖縄が本土復帰した同年、夫でサックス奏者の我那覇文正とジャズスポット「インタリュード」を那覇にオープン。
1983年、ファーストアルバム『INTRODUCING』、翌年ビリー・ホリデーのピアノ奏者マル・ウォルドロンとの共作『With Mal』、
1985年にはアルバム『DUO』を発表。2005年、20年ぶりにアルバム『インタリュード』をリリース。
2006年3月、TBS系「情熱大陸」に出演。2007年には中江裕司監督の映画『恋しくて』に出演。同年、森田芳光監督の映画『サウスバウンド』にも出演した。